# Hakan Arslan
Hakan Arslan (Istanbul, 18 luglio 1988) è un calciatore turco, centrocampista del Serik.

## Caratteristiche tecniche
È un centrocampista centrale.

## Carriera

### Club
Cresciuto nelle giovanili dell'İ. Güngörenspor, ha esordito il 10 aprile 2008 in un match pareggiato 0-0 contro il Sarıyer.

## Statistiche

### Presenze e reti nei club
Statistiche aggiornate al 16 marzo 2023.
| Stagione                     | Squadra                      | Campionato                   | Campionato | Campionato | Coppe nazionali | Coppe nazionali | Coppe nazionali | Coppe continentali | Coppe continentali | Coppe continentali | Altre coppe | Altre coppe | Altre coppe | Totale | Totale | Totale |
| Stagione                     | Squadra                      | Comp                         | Pres       | Reti       | Comp            | Pres            | Reti            | Comp               | Pres               | Reti               | Comp        | Pres        | Reti        | Pres   | Reti   |        |
| ---------------------------- | ---------------------------- | ---------------------------- | ---------- | ---------- | --------------- | --------------- | --------------- | ------------------ | ------------------ | ------------------ | ----------- | ----------- | ----------- | ------ | ------ | ------ |
| 2007-2008                    | İ. Güngörenspor              | 2L                           | 8          | 1          | CT              | 0               | 0               |                    | -                  | -                  |             | -           | -           | 8      | 1      |        |
| 2008-2009                    | İ. Güngörenspor              | 1L                           | 26         | 5          | CT              | 0               | 0               |                    | -                  | -                  |             | -           | -           | 26     | 5      |        |
| 2009-2010                    | İ. Güngörenspor              | 2L                           | 35         | 14         | CT              | 1               | 0               |                    | -                  | -                  |             | -           | -           | 36     | 14     |        |
| 2010-2011                    | İ. Güngörenspor              | 1L                           | 22         | 3          | CT              | 0               | 0               |                    | -                  | -                  |             | -           | -           | 22     | 3      |        |
| Totale İstanbul Güngörenspor | Totale İstanbul Güngörenspor | Totale İstanbul Güngörenspor | 91         | 23         |                 | 1               | 0               |                    | -                  | -                  |             | -           | -           | 92     | 23     |        |
| 2011-2012                    | Samsunspor                   | SL                           | 23         | 0          | CT              | 2               | 0               |                    | -                  | -                  | STC         | 6           | 1           | 31     | 1      |        |
| 2012-2013                    | Samsunspor                   | 1L                           | 17         | 3          | CT              | 0               | 0               |                    | -                  | -                  |             | -           | -           | 17     | 3      |        |
| Totale Samsunspor            | Totale Samsunspor            | Totale Samsunspor            | 40         | 3          |                 | 2               | 0               |                    | -                  | -                  |             | 6           | 1           | 48     | 3      |        |
| 2012-2013                    | Sivasspor                    | SL                           | 12         | 3          | CT              | 6               | 1               |                    | -                  | -                  |             | -           | -           | 18     | 4      |        |
| 2013-2014                    | Sivasspor                    | SL                           | 28         | 4          | CT              | 9               | 6               |                    | -                  | -                  |             | -           | -           | 37     | 10     |        |
| 2014-2015                    | Sivasspor                    | SL                           | 20         | 1          | CT              | 9               | 0               |                    | -                  | -                  |             | -           | -           | 29     | 1      |        |
| 2015-2016                    | Kasımpaşa                    | SL                           | 29         | 4          | CT              | 2               | 2               |                    | -                  | -                  |             | -           | -           | 31     | 6      |        |
| 2016-2017                    | Sivasspor                    | 1L                           | 31         | 1          | CT              | 6               | 2               |                    | -                  | -                  |             | -           | -           | 37     | 3      |        |
| 2017-2018                    | Sivasspor                    | SL                           | 33         | 8          | CT              | 1               | 0               |                    | -                  | -                  |             | -           | -           | 34     | 8      |        |
| 2018-2019                    | Sivasspor                    | SL                           | 33         | 3          | CT              | 0               | 0               |                    | -                  | -                  |             | -           | -           | 33     | 3      |        |
| 2019-2020                    | Sivasspor                    | SL                           | 28         | 7          | CT              | 5               | 1               |                    | -                  | -                  |             | -           | -           | 33     | 8      |        |
| 2020-2021                    | Sivasspor                    | SL                           | 36         | 7          | CT              | 2               | 0               | UEL                | 4                  | 0                  |             | -           | -           | 42     | 7      |        |
| 2021-2022                    | Sivasspor                    | SL                           | 31         | 0          | CT              | 4               | 1               | UECL               | 6                  | 0                  |             | -           | -           | 41     | 1      |        |
| 2022-2023                    | Sivasspor                    | SL                           | 19         | 1          | CT              | 2               | 2               | UEL+UECL           | 2+6                | 0+1                | ST          | 1           | 0           | 30     | 4      |        |
| Totale Sivasspor             | Totale Sivasspor             | Totale Sivasspor             | 271        | 35         |                 | 44              | 13              |                    | 18                 | 1                  |             | 1           | 0           | 334    | 49     |        |
| Totale carriera              | Totale carriera              | Totale carriera              | 430        | 65         |                 | 49              | 15              |                    | 18                 | 1                  |             | 7           | 1           | 504    | 82     |        |

## Palmarès

### Club
- TFF 2. Lig: 1

İstanbul Güngörenspor: 2009-2010
- TFF 1. Lig: 1

Sivasspor: 2016-2017
- Coppa di Turchia: 1

Sivasspor: 2021-2022